# Sainctelettesquare

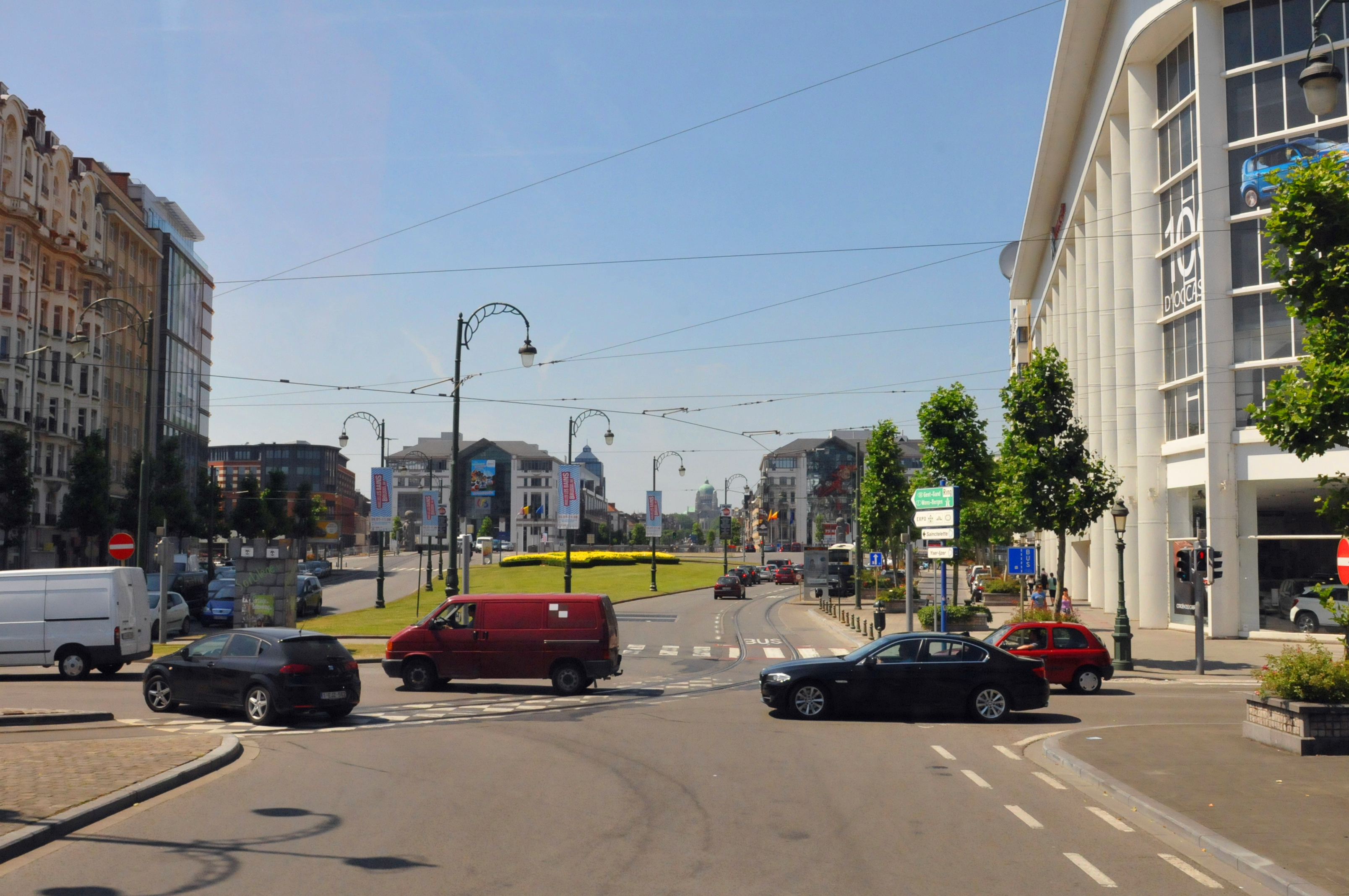
De Sainctelettesquare naar het westen richting de Basiliek van het Heilig Hart

De Sainctelettesquare (Frans: Square Sainctelette) is een plein gelegen in de Belgische stad Brussel binnen het Brussels Hoofdstedelijk Gewest. Het is gelegen aan het kanaal Charleroi-Brussel en grenst aan de stad Brussel en de gemeente Sint-Jans-Molenbeek.

## Geschiedenis
Dit plein werd in 1911 aangelegd samen met de Handelskaai, Diksmuidelaan, Ieperlaan en het IJzerplein. Deze zijn samen gekend als de Maritiemwijk. Deze wijk stond gekend om zijn groothandelszaken, fruit -en groentenveilingen en markthallen. Deze waren hier actief tot de jaren 1970. Eind jaren 1960 was er een opkomst van mediterraanse groothandelszaken.
Het Sainctelettesquare wordt omringd door appartementsgebouwen in art-deco- en Haussmann-stijl. Begin jaren 1930 werd deze aangevuld met de komst van de Citroëngarage, een gebouw in modernistische stijl. Naast de Citroëngarage huist het Kaaitheater, een gebouw in art deco en modernistische stijl dat begin jaren 1930 gekend was als het Lunatheater.
Onder het plein bevindt zich ook het nooit in gebruik genomen metrostation Sainctelette.

## Het plein vandaag
De Sainctelettesquare is een mengeling van woningen, kantoorgebouwen en het Kaaitheater en Kanal, de voormalige Citroëngarage, als culturele huizen. Als verkeersas is het plein in de noordwestelijke uithoek van de Vijfhoek onderdeel van de Kleine Ring van Brussel.
In 2019 werd het plein verkozen tot meest gevaarlijke kruispunt van Brussel. In hetzelfde jaar werden de plannen afgewerkt voor een drastische herinrichting van het plein. Begin 2022 werd de stedenbouwkundige vergunning aangevraagd om het Sainctelettesquare grondig te transformeren in een aaneengesloten ruimte met het IJzerplein.